# Liste des stades de tennis par capacité
 (avril 2015).
Cet article propose une liste des stades de tennis par capacité : 

## Liste par capacité des stades actuels des circuits ATP et ITF
| Rang | Stade                                                | Capacité | Ville                 | Pays                | Tournoi hôte                                                        | Source |
| ---- | ---------------------------------------------------- | -------- | --------------------- | ------------------- | ------------------------------------------------------------------- | ------ |
| 1    | Arthur Ashe Stadium                                  | 22 547   | New York              | États-Unis          | US Open                                                             | [ 1 ]  |
| 2    | O2 Arena                                             | 17 500   | Londres               | Royaume-Uni         | ATP World Tour Finals (2009 - 2020) et Laver cup de 2022            | [ 2 ]  |
| 3    | Bercy                                                | 16 500   | Paris                 | France              | Masters 1000 de Paris-Bercy (1986 - 2024)                           | [ 3 ]  |
| 4    | Indian Wells Tennis Garden                           | 16 100   | Indian Wells          | États-Unis          | Masters 1000 d'Indian Wells                                         | [ 4 ]  |
| 5    | Court Philippe-Chatrier                              | 15 225   | Paris                 | France              | Tournoi de Roland-Garros et tournoi de tennis des JO Paris 2024     | [ 5 ]  |
| 6    | Qizhong Forest Sports City Arena                     | 15 000   | Shanghai              | Chine               | ATP World Tour Finals (2005 – 2008) et Masters 1000 de Shanghai     |        |
| 6    | Centre Court                                         | 15 000   | Wimbledon, Londres    | Royaume-Uni         | Tournoi de Wimbledon Jeux olympiques d'été de 2012                  | [ 6 ]  |
| 8    | Rod Laver Arena                                      | 14 820   | Melbourne             | Australie           | Open d'Australie                                                    | [ 7 ]  |
| 9    | Hard Rock Stadium                                    | 14 000   | Miami Gardens         | États-Unis          | Masters 1000 de Miami                                               | [ 8 ]  |
| 10   | Am Rothembaum                                        | 13 300   | Hambourg              | Allemagne           | Tournoi de tennis de Hambourg                                       | [ 9 ]  |
| 10   | Tennis Center at Crandon Park                        | 13 300   | Key Biscayne          | États-Unis          | Masters 1000 de Miami                                               | [ 10 ] |
| 12   | Pista Central: Manolo Santana                        | 12 500   | Madrid                | Espagne             | Masters 1000 de Madrid                                              | [ 11 ] |
| 12   | Stade Sobeys                                         | 12 500   | Toronto               | Canada              | Tournoi de tennis du Canada                                         | [ 12 ] |
| 14   | Gerry Weber Stadion                                  | 12 300   | Halle (Westf.)        | Allemagne           | Tournoi de tennis de Halle                                          | [ 13 ] |
| 15   | SCC Peterburgsky                                     | 12 000   | Saint-Pétersbourg     | Russie              | Tournoi de tennis de Saint-Pétersbourg                              | [ 14 ] |
| 15   | IMPACT Arena                                         | 12 000   | Bangkok               | Thaïlande           | Tournoi de tennis de Thaïlande                                      |        |
| 15   | Stade IGA                                            | 12 000   | Montréal              | Canada              | Masters 1000 du Canada                                              | [ 15 ] |
| 18   | No. 1 Court                                          | 11 429   | Wimbledon, Londres    | Royaume-Uni         | Tournoi de Wimbledon Jeux olympiques d'été de 2012                  | [ 16 ] |
| 19   | Olimpiisky Indoor Arena                              | 11 400   | Moscou                | Russie              | Tournoi de tennis de Moscou                                         | [ 17 ] |
| 19   | Lindner Family Tennis Center                         | 11 400   | Mason                 | États-Unis          | Masters 1000 de Cincinnati                                          | [ 18 ] |
| 21   | HP Pavilion at San Jose                              | 11 386   | San José              | États-Unis          | Open de San José                                                    | [ 19 ] |
| 22   | Hisense Arena                                        | 10 500   | Melbourne             | Australie           | Open d'Australie                                                    | [ 20 ] |
| 22   | Ken Rosewall Arena                                   | 10 500   | Sydney                | Australie           | Tournoi de tennis de Sydney Jeux olympiques de 2000                 | [ 21 ] |
| 22   | Foro Italico                                         | 10 500   | Rome                  | Italie              | Masters 1000 de Rome                                                | [ 22 ] |
| 25   | Louis Armstrong Stadium                              | 10 200   | New York              | États-Unis          | US Open                                                             | [ 23 ] |
| 26   | Court Suzanne-Lenglen                                | 10 056   | Paris                 | France              | Tournoi de Roland-Garros et tournoi de tennis des JO Paris 2024     | [ 5 ]  |
| 27   | Ahoy Rotterdam                                       | 10 000   | Rotterdam             | Pays-Bas            | Tournoi de tennis de Rotterdam                                      | [ 24 ] |
| 27   | Lotus Court                                          | 10 000   | Pékin                 | Chine               | Tournoi de tennis de Chine Jeux olympiques de 2008                  | [ 25 ] |
| 27   | Ariake Coliseum                                      | 10 000   | Tokyo                 | Japon               | Open du Japon et tournoi olympique de tennis des JO de 2020 à Tokyo | [ 26 ] |
| 27   | Estoril Court Central                                | 10 000   | Estoril               | Portugal            | Tournoi de tennis d'Estoril                                         | [ 27 ] |
| 30   | Monte Carlo Country Club                             | 9 000    | Roquebrune-Cap-Martin | France              | Masters 1000 de Monte-Carlo                                         | [ 28 ] |
| 30   | Sud de France Arena                                  | 9 000    | Montpellier           | France              | Open Sud de France                                                  |        |
| 30   | SRPC Milan Gale Muškatirović                         | 9 000    | Belgrade              | Serbie              | Tournoi de tennis de Belgrade                                       | [ 29 ] |
| 34   | Delray Beach Tennis Center                           | 8 200    | Delray Beach          | États-Unis          | Tournoi de tennis de Delray Beach                                   | [ 30 ] |
| 35   | Devonshire Park Lawn Tennis Club                     | 8 000    | Eastbourne            | Royaume-Uni         | Tournoi de tennis d'Eastbourne                                      | [ 31 ] |
| 36   | Real Club de Tenis Barcelona                         | 7 800    | Barcelone             | Espagne             | Open de Barcelone                                                   | [ 32 ] |
| 37   | William H.G. FitzGerald Tennis Center                | 7 500    | Washington            | États-Unis          | Classic de Washington                                               | [ 33 ] |
| 37   | Wiener Stadthalle                                    | 7 500    | Vienne                | Autriche            | Open de Vienne                                                      | [ 34 ] |
| 39   | Dom Športova                                         | 7 000    | Zagreb                | Croatie             | Indoor de Zagreb                                                    | [ 35 ] |
| 40   | Queen’s Club – Centre Court                          | 6 858    | Londres               | Royaume-Uni         | Tournoi de tennis du Queen's                                        | [ 36 ] |
| 41   | Buenos Aires Lawn Tennis Club                        | 6 250    | Buenos Aires          | Argentine           | Tournoi de tennis de Buenos Aires                                   | [ 37 ] |
| 42   | Fairmont Acapulco Princess                           | 6 000    | Acapulco              | Mexique             | Tournoi de tennis du Mexique                                        | [ 38 ] |
| 42   | Halle Saint-Jacques                                  | 6 000    | Bâle                  | Suisse              | Tournoi de tennis de Bâle                                           | [ 39 ] |
| 42   | Margaret Court Arena                                 | 6 000    | Melbourne             | Australie           | Open d'Australie                                                    | [ 40 ] |
| 42   | Roy Emerson Arena                                    | 6 000    | Gstaad                | Suisse              | Tournoi de tennis de Gstaad                                         | [ 41 ] |
| 42   | Grandstand Stadium                                   | 6 000    | New York              | États-Unis          | US Open                                                             | [ 42 ] |
| 42   | Tennis stadium Kitzbühel                             | 6 000    | Kitzbühel             | Autriche            | Tournoi de tennis de Kitzbühel                                      | [ 43 ] |
| 42   | Agora                                                | 6 000    | Valence               | Espagne             | Tournoi de tennis de Valence                                        |        |
| 49   | Los Angeles Tennis Center                            | 5 800    | Los Angeles           | États-Unis          | Tournoi de Los Angeles Jeux olympiques de 1984                      | [ 45 ] |
| 49   | SDAT Tennis Stadium                                  | 5 800    | Chennai               | Inde                | Tournoi de tennis de Chennai                                        |        |
| 51   | Complexe Al Amal                                     | 5 500    | Casablanca            | Maroc               | Tournoi de tennis de Casablanca                                     | [ 46 ] |
| 51   | Pat Rafter Arena                                     | 5 500    | Brisbane              | Australie           | Open de Brisbane                                                    | [ 47 ] |
| 51   | Tennis Club Weissenhof                               | 5 500    | Stuttgart             | Allemagne           | Tournoi de Stuttgart                                                |        |
| 54   | Racquet Club of Memphis                              | 5 200    | Memphis               | États-Unis          | Tournoi de tennis de Memphis                                        | [ 48 ] |
| 55   | Dubai Tennis Stadium                                 | 5 000    | Dubaï                 | Émirats arabes unis | Tournoi de tennis de Dubaï                                          | [ 49 ] |
| 55   | BNR Arenas                                           | 5 000    | Bucarest              | Roumanie            | Tournoi de tennis de Roumanie                                       | [ 50 ] |
| 55   | Qizhong Forest Sports City Arena Grand Stand Court 2 | 5 000    | Shanghai              | Chine               | Masters 1000 de Shanghai                                            |        |
| 55   | Kungliga Tennishallen                                | 5 000    | Stockholm             | Suède               | Tournoi de tennis de Stockholm                                      | [ 51 ] |
| 55   | Sportlokaal Bokkeduinen                              | 5 000    | Amersfoort            | Pays-Bas            | Open d'Amersfoort                                                   | [ 52 ] |
| 60   | Court Simonne-Mathieu                                | 4 900    | Paris                 | France              | Tournoi de Roland-Garros et tournois de tennis des JO de Paris 2024 | [ 5 ]  |
| 61   | Warszawianka Tennis Centre                           | 4 500    | Varsovie              | Pologne             | Suzuki Warsaw Masters                                               | [ 53 ] |
| 62   | Court Banque Nationale                               | 4 296    | Montréal              | Canada              | Masters 1000 du Canada                                              |        |
| 63   | Arènes de Metz                                       | 4 303    | Metz                  | France              | Tournoi de tennis de Moselle                                        | [ 54 ] |
| 64   | MTTC Iphitos                                         | 4 300    | Munich                | Allemagne           | Tournoi de tennis de Munich                                         | [ 55 ] |
| 65   | Khalifa International Tennis Complex                 | 4 106    | Doha                  | Qatar               | Tournoi de tennis de Doha                                           | [ 56 ] |
| 66   | ITC Stella Maris                                     | 4 000    | Umag                  | Croatie             | Tournoi de tennis d'Umag                                            | [ 57 ] |
| 66   | Newport Casino                                       | 4 000    | Newport               | États-Unis          | US National Championships (1881–1914) Tournoi de Newport            | [ 58 ] |
| 66   | Moon Court                                           | 4 000    | Pékin                 | Chine               | Tournoi de tennis de Chine Jeux olympiques de 2008                  | [ 25 ] |
| 66   | No. 2 Court                                          | 4 000    | Wimbledon             | Royaume-Uni         | Tournoi de Wimbledon Jeux olympiques de 2012                        |        |
| 71   | Estadio 2: Arantxa Sánchez Vicario                   | 3 500    | Madrid                | Espagne             | Masters de Madrid                                                   | [ 59 ] |
| 72   | River Oaks Country Club                              | 3 000    | Houston               | États-Unis          | Tournoi de Houston (ATP)                                            | [ 60 ] |
| 72   | Australia Show Court 2                               | 3 000    | Melbourne             | Australie           | Open d'Australie                                                    | [ 61 ] |
| 72   | Australia Show Court 3                               | 3 000    | Melbourne             | Australie           | Open d'Australie                                                    | [ 61 ] |
| 75   | Estadio 3                                            | 2 500    | Madrid                | Espagne             | Masters de Madrid                                                   | [ 59 ] |
| 76   | Court n°14                                           | 2 200    | Paris                 | France              | Tournoi de Roland-Garros et tournoi de tennis des JO Paris 2024     | [ 5 ]  |
| 77   | Qizhong Forest Sports City Arena Court 3             | 2 000    | Shanghai              | Chine               | Masters de Shanghai                                                 |        |
| 77   | Show Court 1                                         | 2 000    | Pékin                 | Chine               | Tournoi de tennis de Chine Jeux olympiques de 2008                  | [ 62 ] |
| 77   | No. 3 Court                                          | 2 000    | Wimbledon             | Royaume-Uni         | Tournoi de Wimbledon                                                | [ 6 ]  |
| 80   | Werzer Arena                                         | 1 600    | Pörtschach            | Autriche            | Open de Poertschach                                                 | [ 63 ] |
| 81   | LTAT National Tennis Development Centre              | 1 500    | Bangkok               | Thaïlande           | Tournoi de tennis de Thaïlande                                      | [ 64 ] |
| 81   | Athens Lawn Tennis Club                              | 1 500    | Athènes               | Grèce               | Greek Open                                                          |        |

## Liste par capacité des stades ayant accueilli des rencontres de tennis
| Rang | Stade                                  | Capacité | Ville             | Pays             | Tournoi hôte                      | Source |
| ---- | -------------------------------------- | -------- | ----------------- | ---------------- | --------------------------------- | --- |
| 1    | Queensland Sport and Athletics Centre  | 48 400   | Brisbane          | Australie        | Coupe Davis 1999                  | |
| 2    | Reliant Astrodome                      | 46 000   | Houston           | États-Unis       | La Bataille des sexes             | |
| 3    | Arena du stade Pierre-Mauroy           | 27 400   | Villeneuve-d'Ascq | France           | Coupe Davis 2014 Coupe Davis 2017 | |
| 4    | Stade olympique de Séville             | 27 200   | Séville           | Espagne          | Coupe Davis 2004                  | |
| 5    | Belgrade Arena                         | 23 000   | Belgrade          | Serbie           | Coupe Davis 2007                  | |
| 6    | Sportpaleis                            | 18 500   | Anvers            | Belgique         | Proximus Diamond Games            | « http://www.sportpaleis.be/files/zaalhuur/zaalhuuradvertentie2.jpg »(Archive.org • Wikiwix • Archive.is • Google • Que faire ?)                |
| 7    | Palexpo                                | 18 400   | Genève            | Suisse           | Coupe Davis 2014                  | |
| 8    | Royal Dublin Society                   | 18 000   | Dublin            | Irlande          | Coupe Davis 1983                  | |
| 9    | Estadio Mary Terán de Weiss            | 14 510   | Buenos Aires      | Argentine        | Coupe Davis 2006                  | |
| 10   | Real Sociedad de Tenis de La Magdalena | 14 000   | Santander         | Espagne          | Coupe Davis 2000                  | |
| 11=  | Memorial Coliseum                      | 12 000   | Portland          | États-Unis       | Coupe Davis 2007                  | |
| 11=  | Palais des sports                      | 12 000   | Grenoble          | France           | Finale Coupe Davis 1982           | |
| 12   | Yad Eliyahu Arena                      | 11 700   | Tel Aviv-Jaffa    | Israël           | Coupe Davis 2009                  | |
| 13   | Forum di Assago                        | 11 200   | Milan             | Italie           | Coupe Davis 1998                  | « http://www.eaaoffice.org/Visitors.aspx?memberID=1065 »(Archive.org • Wikiwix • Archive.is • Google • Que faire ?) (consulté le 12 avril 2013) |
| 14   | Westpac Arena                          | 9 000    | Christchurch      | Nouvelle-Zélande | Celebrity Tennis Matches          | |
| 15   | Loujniki Arena                         | 8 000    | Moscou            | Russie           | Fed Cup 2016                      | |
| 16   | Palma Arena                            | 7 000    | Palma de Majorque | Espagne          | Bataille des surfaces             | |
| 17   | Aegon Arena                            | 4 000    | Bratislava        | Slovaquie        | Coupe Davis 2005, Fed Cup         | |
| 18   | Victoria Park                          | 3 600    | Causeway Bay      | Hong Kong        | JB Group Classic                  | |
| 19   | Idrottens Hus                          | 2 400    | Helsingborg       | Suède            | Coupe Davis 2001, 2003, 2009      | « http://www.helsingborg.se/templates/StandardPage.aspx?id=2078&epslanguage=SV »(Archive.org • Wikiwix • Archive.is • Google • Que faire ?)     |